# スリーオペレーター
スリーオペレーターは日本の競走馬。主な勝ち鞍に2007年の阪神スプリングジャンプ。

## 経歴

### 競走馬時代
2005年11月に京都競馬場にてデビューするが、平地競走を8戦して未勝利に終わり、2006年11月に障害競走に転じる。障害戦3戦目で初勝利を挙げ、続く牛若丸ジャンプステークスでフミノトキメキの5着とし、淀ジャンプステークスでも8番人気ながら、レコード勝ちのアドマイヤホープの2着と掲示板に載る競馬をする。重賞初出走となった3月の阪神スプリングジャンプでは、逃げるコウエイトライをインコースから差し切って重賞初制覇を果たした。続いての中山グランドジャンプもカラジの4着とした。その後は出走歴がなく、その間の2008年5月16日に管理していた橋本寿正調教師が死去し、中村均厩舎へ転厩。さらに村山明厩舎へ転厩したものの、1走もせず現役を引退した。

### 引退後
引退後は、2012年ごろまでは新ひだか町のライディングヒルズ静内で乗馬として繋養されていた。2024年より引退名馬繋養展示事業の助成対象馬となり、2023年11月から石狩市のオーフルホースコミューンにて繋養されている。

## 競走成績
以下の内容は、netkeiba.comおよびJBISサーチに基づく。
| 年月日     | 競馬場 | 競走名               | 格   | 距離（馬場）  | 頭 数 | 枠 番 | 馬 番 | オッズ（人気） | 着順 | タイム （上り3F） | 着差 | 騎手     | 斤量 （kg） | 勝ち馬/（2着馬）     |
| ---------- | ------ | -------------------- | ---- | ------------- | ----- | ----- | ----- | -------------- | ---- | ----------------- | ---- | -------- | ----------- | -------------------- |
| 2005.11.12 | 京都   | 2歳新馬              |      | 芝1800m（稍） | 18    | 8     | 17    | 260.8（17人）  | 15着 | 1:51.9 (38.7)     | -3.8 | 本田優   | 55          | フサイチパンドラ     |
| 0000.11.27 | 京都   | 2歳未勝利            |      | 芝1800m（良） | 18    | 8     | 16    | 492.3（18人）  | 18着 | 1:50.4 (37.6)     | -2.2 | 小林徹弥 | 55          | ヴィクトリーラン     |
| 2006.01.28 | 小倉   | 3歳未勝利            |      | 芝1200m（良） | 16    | 5     | 9     | 364.0（16人）  | 11着 | 1:10.4 (35.5)     | -1.1 | 田嶋翔   | 56          | カノヤザミラクル     |
| 0000.06.17 | 京都   | 3歳未勝利            |      | ダ1400m（稍） | 16    | 4     | 7     | 54.9（8人）    | 9着  | 1:27.2 (38.5)     | -2.0 | 菊地昇吾 | 56          | ビッグポパイ         |
| 0000.07.02 | 京都   | 3歳未勝利            |      | ダ1800m（不） | 12    | 6     | 7     | 46.2（7人）    | 3着  | 1:54.5 (38.4)     | -1.3 | 菊地昇吾 | 56          | ダブルデュース       |
| 0000.08.27 | 小倉   | 3歳未勝利            |      | ダ1700m（良） | 15    | 6     | 11    | 70.8（7人）    | 5着  | 1:48.5 (39.9)     | -1.5 | 菊地昇吾 | 56          | ダイショウジェット   |
| 0000.09.10 | 中京   | 3歳未勝利            |      | ダ1700m（良） | 16    | 4     | 7     | 06.1（3人）    | 3着  | 1:49.1 (38.2)     | -0.3 | 菊地昇吾 | 56          | カシノオウジャ       |
| 0000.09.17 | 中京   | 3歳未勝利            |      | ダ1700m（良） | 16    | 4     | 7     | 04.9（3人）    | 5着  | 1:48.5 (38.9)     | -1.3 | 太宰啓介 | 56          | チェリーロビン       |
| 0000.11.04 | 京都   | 障害3歳上未勝利      |      | 障2910m（良） | 14    | 8     | 14    | 09.8（5人）    | 3着  | 3:15.5(00.0)      | -0.5 | 林満明   | 58          | デンコウグリーン     |
| 0000.12.02 | 阪神   | 障害3歳上未勝利      |      | 障2970m（良） | 14    | 8     | 14    | 01.8（1人）    | 2着  | 3:22.1(00.0)      | -0.3 | 林満明   | 58          | オースミサムソン     |
| 0000.12.23 | 阪神   | 障害3歳上未勝利      |      | 障2970m（良） | 14    | 3     | 3     | 03.6（2人）    | 1着  | 3:17.4(00.0)      | -0.2 | 菊地昇吾 | 58          | （リバースブライト） |
| 2007.01.13 | 京都   | 牛若丸ジャンプS      | 障OP | 障3190m（良） | 14    | 4     | 6     | 14.6（6人）    | 5着  | 3:33.7(00.0)      | -2.2 | 林満明   | 59          | フミノトキメキ       |
| 0000.02.10 | 京都   | 淀ジャンプS          | 障OP | 障3790m（良） | 14    | 4     | 5     | 29.4（8人）    | 2着  | 4:15.1(00.0)      | -0.1 | 林満明   | 59          | アドマイヤホープ     |
| 0000.03.10 | 阪神   | 阪神スプリングJ      | JGII | 障3900m（良） | 12    | 3     | 3     | 10.5（4人）    | 1着  | 4:23.7(00.0)      | -0.1 | 林満明   | 59          | （コウエイトライ）   |
| 0000.04.14 | 中山   | 中山グランドジャンプ | JGI  | 障4250m（良） | 15    | 4     | 7     | 09.6（5人）    | 4着  | 4:51.3(00.0)      | -0.9 | 林満明   | 62          | カラジ               |

## 血統表
| スリーオペレーターの血統                        | スリーオペレーターの血統                                  | スリーオペレーターの血統                                  | （血統表の出典）                                          | （血統表の出典） |
| 父系                                            | サドラーズウェルズ系                                      | サドラーズウェルズ系                                      | サドラーズウェルズ系                                      | [ § 2 ]          |
| 父 *オペラハウス Opera House 1988 鹿毛 イギリス | 父の父Sadler's Wells 1981 鹿毛 アメリカ                   | Northern Dancer                                           | Nearctic                                                  | Nearctic         |
| 父 *オペラハウス Opera House 1988 鹿毛 イギリス | 父の父Sadler's Wells 1981 鹿毛 アメリカ                   | Northern Dancer                                           | Natalma                                                   |                  |
| 父 *オペラハウス Opera House 1988 鹿毛 イギリス | 父の父Sadler's Wells 1981 鹿毛 アメリカ                   | Fairy Bridge                                              | Bold Reason                                               | Bold Reason      |
| 父 *オペラハウス Opera House 1988 鹿毛 イギリス | 父の父Sadler's Wells 1981 鹿毛 アメリカ                   | Fairy Bridge                                              | Special                                                   |                  |
| 父 *オペラハウス Opera House 1988 鹿毛 イギリス | 父の母Colorspin 1983 鹿毛 イギリス                        | High Top                                                  | Derring-Do                                                | Derring-Do       |
| 父 *オペラハウス Opera House 1988 鹿毛 イギリス | 父の母Colorspin 1983 鹿毛 イギリス                        | High Top                                                  | Camenae                                                   |                  |
| 父 *オペラハウス Opera House 1988 鹿毛 イギリス | 父の母Colorspin 1983 鹿毛 イギリス                        | Reprocolor                                                | Jimmy Reppin                                              | Jimmy Reppin     |
| 父 *オペラハウス Opera House 1988 鹿毛 イギリス | 父の母Colorspin 1983 鹿毛 イギリス                        | Reprocolor                                                | Blue Queen                                                |                  |
| 母 スリーケープ 1997 芦毛 日本                  | 母の父*ミシル Misil 1988 芦毛 アメリカ                    | Miswaki                                                   | Mr. Prospector                                            | Mr. Prospector   |
| 母 スリーケープ 1997 芦毛 日本                  | 母の父*ミシル Misil 1988 芦毛 アメリカ                    | Miswaki                                                   | Hopespringseternal                                        |                  |
| 母 スリーケープ 1997 芦毛 日本                  | 母の父*ミシル Misil 1988 芦毛 アメリカ                    | April Edge                                                | The Axe                                                   | The Axe          |
| 母 スリーケープ 1997 芦毛 日本                  | 母の父*ミシル Misil 1988 芦毛 アメリカ                    | April Edge                                                | April Bloom                                               |                  |
| 母 スリーケープ 1997 芦毛 日本                  | 母の母ノースケープ 1984 鹿毛 日本                         | *クラウンドプリンス                                       | Raise a Native                                            | Raise a Native   |
| 母 スリーケープ 1997 芦毛 日本                  | 母の母ノースケープ 1984 鹿毛 日本                         | *クラウンドプリンス                                       | Gay Hostess                                               |                  |
| 母 スリーケープ 1997 芦毛 日本                  | 母の母ノースケープ 1984 鹿毛 日本                         | イーグランド                                              | *ヴェンチア                                               | *ヴェンチア      |
| 母 スリーケープ 1997 芦毛 日本                  | 母の母ノースケープ 1984 鹿毛 日本                         | イーグランド                                              | *アマリテュード F-No.2-f                                  |                  |
| 母系(F-No.)                                     | アマリテユード(GB)系(FN:2-f)                              | アマリテユード(GB)系(FN:2-f)                              | アマリテユード(GB)系(FN:2-f)                              | [ § 3 ]          |
| 5代内の近親交配                                 | Raise a Native 5 x 4 = 9.38%、Native Dancer 5 x 5 = 6.25% | Raise a Native 5 x 4 = 9.38%、Native Dancer 5 x 5 = 6.25% | Raise a Native 5 x 4 = 9.38%、Native Dancer 5 x 5 = 6.25% | [ § 4 ]          |
| 出典                                            | 1. 2. 3. 4.                                               | 1. 2. 3. 4.                                               | 1. 2. 3. 4.                                               | 1. 2. 3. 4.      |

- 叔母にエーデルワイス賞と北海道3歳優駿を勝ったフェスティバルがいる[3][13]。
- そのほかの近親にアンタレスステークス連覇のスマートボーイ、NARグランプリ2歳最優秀牡馬のイグナシオドーロなど。詳細はフェオラ#その他の近親を参照。